# George Weinberg
George Weinberg (New York, 17 maggio 1929 – New York, 20 marzo 2017) è stato uno psicologo statunitense, conosciuto per avere coniato il termine omofobia negli anni '60, apparso per la prima volta sulla stampa nel 1969.

## Biografia
Nato nel 1929 da una famiglia ebrea, suo padre, Frederick Weinberg, era un avvocato mentre la madre, Lillian Hyman, era una segretaria di uno studio legale. È cresciuto senza il padre nel quartiere di Washington Heights a Manhattan.
Weinberg si diplomò al City College di New York e nel 1951 si laureò in inglese presso la New York University, dove studiò anche statistica al Courant Institute of Mathematical Sciences. Successivamente ha conseguito un dottorato in psicologia clinica presso la Columbia University. L'ampio background di Weinberg in matematica si è riflesso nella sua tesi di dottorato, "Predizione clinica contro statistica in psicologia", e in seguito scrisse il libro di testo "Statistics, An Intuitive Approach".
Weinberg ha coniato il termine "omofobia". Iniziò a pensrci dopo aver ricordato di aver assistito all'odio verso un'amica lesbica mentre si preparava a tenere un discorso nel 1965.  La parola fu stampata per la prima volta su Screw il 5 maggio 1969, seguita da Time pochi mesi dopo. Gay Times ha dichiarato dopo la sua morte nel 2017 di averlo inventato nel 1965.
Nel 1972, Weinberg ha spiegato l'uso del termine in "Society and the Healthy Homosexual". Ha suggerito che coloro che nutrono pregiudizi contro gli omosessuali, e non gli omosessuali stessi, soffrono di una malattia psicologica, uno stato mentale irrazionale. Weinberg, sebbene egli stesso eterosessuale, divenne un leader nella lotta alla fine riuscita per rimuovere l'omosessualità come categoria diagnostica dal DSM, il manuale terapeutico professionale. È stato determinante nel cambiare la percezione pubblica dell'omosessualità.
Il fondamentale libro di Weinberg del 1984, "The Heart of Psychotherapy", descriveva metodi terapeutici innovativi che de-enfatizzano l'approccio della terapia tradizionale. Ha invece presentato immediatamente strumenti pratici che i pazienti possono utilizzare per aiutare se stessi.
Morì di tumore il 20 marzo 2017.

## Vita privata
Weinberg era sposato con Dianne Rowe.

## Opere
- The Action Approach, New York, St. Martin's Griffin, 1969. Prima edizione, luglio 1970
- The Heart of Psychotherapy: A Journey into the Mind and Office of a Therapist at Work, New York, St. Martin's Press, 1984, ristampato nel 1996.
- Invisible Masters: Compulsions and the Fear that Drives Them, New York, Grove/Atlantic Press, 1993
- Nearer to the Heart's Desire, New York, Grove/Atlantic Press, 1992
- Numberland, New York, St. Martin's Press, 1987
- The Pliant Animal: Understanding the Greatest Human Asset, New York, St. Martin's Press, 1981
- Self Creation, New York, St. Martin's Press, 1978
- Shakespeare on Love, New York, St. Martin's Press, 1991
- Society and the Healthy Homosexual, New York, St. Martin's Press, 1972, ristampato nel  1983
- Statistics: An Intuitive Approach, Belmont, California, Brook's/Cole, 1981
- The Taboo Scarf, New York, St. Martin's Press, 1990
- Why Men Won't Commit: Getting what you Both Want Without Playing Games, New York, Atria Books, 2003

## Collaborazioni con Dianne Rowe
- The Projection Principle. New York, St. Martin's Press, 1988
- Will Power! Using Shakespeare's Insights to Transform Your Life, New York, St. Martin's Press, 1996